# Šehzade Yusuf Izzeddin
Šehzade Yusuf Izzeddin (29. září 1857 – 1. února 1916) byl osmanský princ. Byl synem sultána Abdulazize a jeho manželky Dürrünev Kadınefendi.

## Životopis
Život prince Yusufa je od smrti jeho otce v roce 1876 do sesazení jeho bratrance Abdulhamida II. v roce 1909 velmi nejasný. Podle turecké ústavy se Yusuf jako nejstarší princ z dynastie stal následníkem sultána Mehmeda V. Jelikož byl považován za modernizátora a reformátora, spáchal v únoru 1916 sebevraždu. V té době se však tvrdilo, že byl zabit tehdejším ministrem válečných věcí Enverem Pašou, se kterým se často střetával.

## Rodina
Yusuf se oženil celkem šestkrát:
- Çeşmiahu Hanımefendi, vzali se v Istanbulu v paláci Beşiktaş a společně měli syna Șehzade Mehmed Bahaeddin
- Cavidan Hanımefendi alias Züleyha, společně nezplodili žádného potomka
- Nazikeda Hanımefendi, společně nezplodili žádného potomka
- Tazende Hanımefendi, společně nezplodili žádného potomka
- Ebruniyaz Hanımefendi, společně nezplodili žádného potomka
- Leman Hanımefendi Ünlüsoy, společně měli syna a dvě dcery:
  - Šehzade Mehmed Nizameddin
  - Hatice Şükriye Sultan
  - Mihriban Mihrişah Sultan